# Antijudaismus im Neuen Testament
Unter Antijudaismus im Neuen Testament (NT) versteht man eine judenfeindliche Einstellung, die hinter manchen neutestamentlichen Aussagen vermutet wird (zum Beispiel Mt 27,25 ; Joh 8,44 ; 1 Thess 2,15 ). Da die meisten NT–Schriften von Juden verfasst wurden, geht es hier um einen jüdischen Antijudaismus, also um eine Judenfeindschaft von Juden(christen).
Wer den „Antijudaismus“ vertritt, ist ein „Antijudaist“, was aber keinen Bezug hat zu (und auch nicht das Gegenteil ist von) einem Fachmann für Judaistik. Ebenso wenig besteht ein Bezug zu einem Judaisierer; das war ein Judenchrist, der aus der Sicht des Paulus streng am jüdischen Gesetz festhalten wollte und das Gleiche auch von Heidenchristen verlangte.

## Einschätzung einzelner Aussagen

### Konflikte zwischen Juden und Judenchristen als Hintergrund
Aufgrund der Wirkungsgeschichte solcher negativer Aussagen wurden deren Entstehung und deren Absicht seit 1945 zum besonderen Forschungsthema. Diskutiert wird, ob und wieweit solche Aussagen das Judentum kollektiv ablehnen und somit prinzipielle Judenfeindlichkeit ausdrücken. Dabei ist mit zu bedenken, dass die Autoren der NT–Schriften „in der Mehrzahl gebürtige Juden“ waren und sich als Teil des Volkes Israel verstanden. Außerdem wird die positive Grundaussage des NT zum Judentum beachtet, erkennbar etwa in Joh 4,22  oder in Röm 11,2 .
Während der Entstehung der Schriften des NT kam es zur erzwungenen Trennung der Judenchristen vom rabbinischen Judentum. Es kam „zu heftigen Reaktionen im Umfeld der Synagogen“: Schon zu Beginn der Jesusbewegung verfolgte der Jude Saulus die Christen (1 Kor 15,9 ); nach seiner eigenen Bekehrung wurde er verfolgt: „Fünfmal erhielt ich von Juden die vierzig Hiebe weniger einen“ (2 Kor 11,24 ). „Ein weiteres Indiz für die gewaltsame Bekämpfung der Jesusbewegung liegt in der Steinigung des Jakobus, des Bruders Jesu, nach einem Beschluss des Hohen Rats … Die anfängliche Christenfeindschaft von Juden ist ein wesentlicher Faktor für die tragische Entfremdung zwischen Juden und (Juden-)Christen.“

### Prophetische Mahnrede im Alten Testament
Die im Neuen Testament manchmal auftauchende Form einer pauschalen Beschuldigung findet sich oft auch bei den Propheten des Alten Testaments (Tanach), etwa in Jesaja 1,3f:
„Israel hat keine Erkenntnis, mein Volk hat keine Einsicht. Wehe der sündigen Nation, dem schuldbeladenen Volk, der Brut von Übeltätern, den Söhnen, die Verderben bringen! Sie haben den HERRN verlassen, den Heiligen Israels verschmäht und ihm den Rücken zugekehrt.“
Die Mahnreden jüdischer Propheten richteten sich zum Teil an andere Völker, zum Teil an das eigene Volk.

### Jesu Kritik an Samaritern und an eigenen Anhängern
Gemäß den Evangelien tritt Jesus einerseits ermutigend auf, andererseits ermahnend. In einem Gleichnis erscheint der „barmherzige Samariter“ (Lk 10,30–37 ) als vorbildlich. Aber zur Samariterin am Brunnen sagte Jesus direkt: „Ihr betet an, was ihr nicht kennt, wir beten an, was wir kennen“ (Joh 4,22 ). Das ist eine heftige Kritik an der religiösen Praxis der Samariter.
Aber auch die eigenen Anhänger Jesu – später wurden sie „Christen“ genannt – hörten von Jesus mitunter harte Aussprüche. Zu Petrus sagte er: „Tritt hinter mich, du Satan! Ein Ärgernis bist du mir, denn du hast nicht das im Sinn, was Gott will, sondern was die Menschen wollen.“ (Mt 16,23 ). Kurz davor wurde Petrus als „selig“ bezeichnet, weil er sich von Gott Einsicht schenken ließ; Jesus spricht ihm zu, „Petrus“ zu sein, also Fels (Mt 16,17f ).
Die Evangelien und auch sonst das NT enthalten harte Aussagen, nicht nur im Blick auf Juden. Der Vergleich mit der Kritik an anderen Gruppen kann manche Judenkritik relativieren. Aber natürlich steht jede einzelne negative Aussage in der Gefahr, herausgenommen und für bestimmte Zwecke missbraucht zu werden. Das ist in der Kirchengeschichte geschehen.

## Neutestamentlicher Befund

### Paulusbriefe
Paulus schrieb an die Römer: Das Evangelium von Jesus „ist eine Kraft Gottes zur Rettung für jeden, der glaubt, zuerst für den Juden, aber ebenso für den Griechen.“ (Röm 1,16 ). Hier wird ein zeitlicher Vorrang für Juden erkennbar. Paulus betet für die Juden, „dass sie gerettet werden. Denn ich bezeuge ihnen, dass sie Eifer haben für Gott, aber ohne Erkenntnis.“ (Röm 10,1f ). Auch wenn Paulus respektvoll redet, macht er deutlich, dass es für Juden wichtig ist, das Evangelium von Jesus zu erfassen. Die Erwählung des Volkes Israel bleibt aber aufrecht: „Gott hat sein Volk nicht verstoßen, das er im Voraus erwählt hat.“ (Röm 11,2 ).
Paulus erlebte bei seinem Missionieren in Syrien und Kleinasien Widerstand durch Juden. Er schreibt, diese haben „sowohl den Herrn Jesus als auch die Propheten getötet und uns verfolgt“; „sie sind allen Menschen feindlich und wehren uns, zu den Nationen zu reden, damit die errettet werden“ (1 Thess 2,15f ). Mit diesen Konflikten befassen sich auch Althistoriker: „Dass die Predigten der frühen Christen in der Tat zu heftigen Reaktionen im Umfeld der Synagogen führen konnten, wissen wir aus der Apostelgeschichte und dem paulinischen Corpus“.
In 1 Kor 2,7f  wird die Verantwortung am Tod Jesu den „Herrschern dieser Welt“ angelastet, hinter denen Satan stehe. Dies kann als Hintergrundfolie für den „Triumph des Kreuzes“ (Kol 2,14f ) betrachtet werden.

### Lukasevangelium: Älteste der Juden bitten Jesus
Ein Hauptmann schickte „Älteste der Juden“ zu Jesus mit der Bitte, seinen todkranken Knecht zu heilen (Lk 7,3f ). Diese Ältesten unterstützten das Anliegen des Hauptmanns bereitwillig: „Als sie aber zu Jesus kamen, baten sie ihn inständig und sprachen: ‚Er ist es wert, dass du ihm dies erfüllst; denn er hat unser Volk lieb, und die Synagoge hat er uns erbaut.‘“ Jesus kam sofort mit ihnen mit und heilte den Knecht. Hier wird eine gute Kooperation zwischen Jesus und Ältesten der Juden erkennbar. Diese Ältesten trauen Jesus offenbar ein solches Wunder zu und hoffen darauf, dass Jesus auf ihre Bitte positiv reagiert, und Jesus macht das.
Wie wirkte ein solcher Bericht auf Leser? Es kommt ein gutes Verhältnis zwischen manchen Ältesten der Juden sowie Jesus zum Ausdruck. Und Juden, auch speziell deren religiöse Repräsentanten, erscheinen hier positiv gegenüber Jesus und einem heidnischen Hauptmann (dem sie dankbar sind).

### Das Gleichnis von den Weingärtnern
Der Prophetenmord kommt in den synoptischen Evangelien auch in dem Gleichnis von den Weingärtnern (Mt 21,33–46 ; Mk 12,1–12 ; Lk 20,9–19 ) vor. Das Gleichnis wird bereits im Text als Mordanschuldigung erklärt und wird unmittelbar von der Forderung Jesu gefolgt, die Verse des Psalters „Der Stein, den die Bauleute verworfen haben, ist zum Eckstein geworden. Vom Herrn ist das geschehen und ist ein Wunder vor unseren Augen“ (Ps 118,22–23 ) zu deuten.
Das theologische Motiv der „Verwerfung“ des ganzen Gottesvolks wurde aus den Schlussworten des Gleichnisses abgeleitet:

„Sie aber, die Weingärtner, sprachen untereinander: ‚Dies ist der Erbe; kommt, lasst uns ihn töten, so wird das Erbe unser sein!‘ Und sie nahmen ihn und töteten ihn und warfen ihn hinaus vor den Weinberg. – Was wird nun der Herr des Weinbergs tun? Er wird kommen und die Weingärtner umbringen und den Weinberg andern geben.“

was als Verlust der Erwählung Israels und deren Übergabe an das neue Gottesvolk gedeutet wurde, denn der Weinberg wird schon im Alten Testament oft als Metapher für das erwählte Volk in seiner Beziehung zu Gott verwendet.
Exegeten haben den Passus als Ankündigung „des Gerichts über Israel“ und des „Übergang[s] der Verheißung an andere“ gedeutet und in dieselbe Reihe mit analogen Gerichtsaussagen (im Matthäusevangelium 8,11 ; 12,41–42 ; 19,28 ) gestellt. Solche Aussagen seien gegen die ganze jüdische Volksgemeinde gerichtet, nicht nur gegen seine Führer.
Aus einem nicht-theologischen Gesichtspunkt heraus hat René Girard die Ausstoßung in dem Gleichnis von den Weingärtnern und des Ps 118  mit dem „Stein des Anstoßes“ in Jes 8,14–15 ; 28,16–17  und dem „Ärgernis“ der Evangelien in Verbindung gebracht:
Was als Verwerfung des jüdischen Volkes oder seiner religiösen Führer gilt, ist nach Auffassung Girards nichts anderes als die so oft in den Evangelien und im Alten Testament vorkommende Offenbarung des blutigen Charakters der opferkultischen Religion. Dem ewigen Hindernis (skandalon) der Idolatrie für das Volk Israel folgt die Verurteilung des Opferkults durch die Propheten und die Offenbarung des Opfermechanismus durch Jesus, der die Rolle des Opfers unter aller Augen übernimmt: Der offengelegte Mechanismus wird zum „Ärgernis“ (skandalon), weil er nicht mehr funktioniert und nur noch Blutvergießen hervorbringt. In diesem Sinne seien aber die abschließenden Verse des Passus „Und wer auf diesen Stein fällt, der wird zerschellen; auf wen aber er fällt, den wird er zermahlen“ (Mt 21,44  || Lk 20,18 ) nicht als Verwünschung, sondern zusammen mit Mt 11,6  || Lk 7,23  zu lesen: „Und selig ist, der nicht Ärgernis nimmt an mir“.

### Matthäus 27: „Sein Blut komme über uns …“
Im Matthäusevangelium folgt auf die Selbstentlastung des Pilatus von der Schuld am Tod Jesu die Selbstbelastung der Volksmenge: „Und das ganze Volk antwortete und sprach: ‚Sein Blut komme über uns und unsere Kinder!‘“ (Mt 27,25). Wie in der Antwort, die im Matthäusevangelium dem Gleichnis von den Weingärtnern folgt: „Er wird den Bösen ein böses Ende bereiten …“ (Mt 21,41 ), findet sich auch in diesem Text eine Selbstverurteilung.
Auf alle Nachkommen Israels bezogen, wanderte der Satz als festes Stereotyp in die Adversus-Iudaeos-Literatur der Kirchenväter ein. Er prägte die christliche Volksfrömmigkeit und begleitete seit dem 4. Jahrhundert die Ausgrenzung und blutige Verfolgung jüdischer Gemeinden im christianisierten Europa. Die oft im Kontext kirchlicher Passionsspiele ausgelösten Pogrome wurden dann als Erfüllung des „Fluchs“ ausgegeben. Damit wurde die Schuld des Christentums am Leiden der Juden auf diese zurückprojiziert. Die Stelle wird teilweise als Blutfluch oder Blutruf bezeichnet.
Heutige Exegeten wenden sich unter dem Eindruck dieser Wirkungsgeschichte dem Text zu. Einige haben in diesem Passus die Absicht des Matthäus gesehen, die „eigentlichen Schuldigen“ des Mords, den Pilatus und die „Hohenpriester und Ältesten“, anzuklagen, indem er zeigte, wie diese die Verantwortung dem jüdischen Volk aufbürdeten. Andere haben betont, dass in dem Passus der Evangelist die „todbringende Verwerfung des Unschuldigen“ dazu benutzt, um ebendiese Unschuld und nicht die Schuld des Volkes hervorzuheben. Die Schuldübernahme diene aber auch dazu, die heilsgeschichtliche Wende vom alten zum neuen Gottesvolk zu bezeichnen.
Klaus Haacker zufolge ist die Textstelle im Matthäusevangelium nicht als Fluch wegen eines Justizmords zu deuten: Der Satz betont nur die Überzeugung der Meute, dass Jesus den Tod verdient habe. Das Einbeziehen der „Kinder“ in die Selbstverfluchung bringt eine traditionelle Auffassung zum Ausdruck, nach der ungesühntes Unrecht Auslöser für Unheil in der Folgegeneration ist. Ähnlich betont auch Klaus Berger, dass dieser Ruf der Juden ihre Sicherheit ausdrückte, einen Verbrecher zu verurteilen. Berger verbindet diesen Ruf des Volkes mit der Warnung Jesu, dass die Ablehnung der Beauftragten Gottes zu einer Katastrophe führen werde (Mt 23,35–38 ); diese sieht Berger in der Zerstörung des Tempels in Jerusalem im Jahr 70.

### Die Weherufe gegen Schriftgelehrte und Pharisäer
Die Pharisäer erscheinen in den Evangelien meist als einheitliche Gruppe und Vertreter einer streng orthodoxen Gesetzesobservanz. Sie treten oft zusammen mit den „Schriftgelehrten“ als Gegner Jesu auf, die Anstoß an seiner Lehre nehmen. In Streitgesprächen nehmen sie die Rolle der spitzfindigen Frager ein, die Jesus in die Enge treiben wollen, um einen Grund für seine Verurteilung zu finden. Gleichwohl bewahrte das NT die historische Nähe der Pharisäer zu Jesus und den ersten Christen: Gerade in Jerusalem erscheinen sie als seine Gesprächspartner, die seiner Toraauslegung zustimmten (Mk 12,28–34 ) und der damals berühmte Schriftlehrer und Rabban Gamaliel trat nach Apg 5,34–39  im Sanhedrin als Fürsprecher der Urchristen auf.
Die umgangssprachliche Gleichsetzung von Pharisäern mit „Heuchlern“ geht auf die sogenannten Weherufe gegen die Pharisäer in Mt 23,13–36 ; Lk 11,38–52  zurück. Sie werden mit der Formel

„Weh euch, Schriftgelehrte und Pharisäer, ihr Heuchler …“

eingeleitet und münden in den Vorwurf des Prophetenmords (Mt 23,29–31 ):

„Denn ihr baut die Gräber der Propheten und schmückt die Grabmäler der Gerechten und sagt: Wären wir in den Tagen unserer Väter gewesen, so würden wir uns nicht an dem Blut der Propheten schuldig gemacht haben. So gebt ihr euch selbst Zeugnis, daß ihr Söhne derer seid, welche die Propheten ermordet haben.“

Diese Kritik folgt der Opferkritik der Propheten, z. B. Jes 1,11–16 ; Jer 6,20 ; Hos 5,6 ; 6,6 ; 9,11–13 ; Am 5,21–25 . René Girard zufolge klagt Jesus keine bestimmte Gruppe des jüdischen Volks an, sondern das religiöse Blutvergießen, das der ganzen Menschheit gemeinsam ist:
Mt 23,35: „… alles gerechte Blut, das auf der Erde vergossen wurde …“
Lk 11,50: „… das Blut aller Propheten, das von Grundlegung der Welt an vergossen worden ist …“
In der Theologie wird überlegt, ob Evangelientexte eher über die Verhältnisse während der Niederschrift dieser Texte widerspiegeln, und nicht so sehr tatsächliche Reden Jesu wiedergeben. Demnach dienten die Pharisäer den Evangelisten hier nur als Hintergrundfolie, um Verhaltensweisen abzuwehren, die sie unter den Christen in den eigenen Gemeinden vorfanden.

### Johannesevangelium: „die Juden …“
Im Johannesevangelium (Joh) findet sich oft die Sammelbezeichnung „die Juden“. Diese erscheint als neutraler Begriff, so z. B. in Joh 2,13: „das Passa der Juden“.
Mitunter wird Gottes besonderer Auftrag an das Volk der Juden erkennbar; sie sollten von Gott Heil empfangen und an die Welt weitergeben. In einem Gespräch mit einer Frau bei einem Brunnen in Samaria sagte Jesus zu ihr: „das Heil kommt von den Juden“ (Joh 4,22 ). Diese Aussage bezieht sich wohl auf Jesus selbst, der ein Jude war. Eine ähnliche Bezeichnung wie „Jude“ ist „Israelit“. Als Natanaël zu Jesus kam, sagte dieser über ihn: „Sieh, ein echter Israelit, an dem kein Falsch ist.“ (Joh 1,47 ). Hier erscheint „Israelit“ als eine positive Bezeichnung.
Oft wird die Bezeichnung „die Juden“ für die religiösen Repräsentanten des jüdischen Volkes verwendet, etwa für den Hohenpriester und sein Umfeld. Es waren „die Juden“, die „von Jerusalem aus Priester und Leviten“ zu Johannes (dem Täufer) sandten mit der Frage: „Wer bist du?“ (Joh 1,19 ).
Die Bezeichnung „die Juden“ erscheint also in sachlichen Schilderungen; manchmal treten „die Juden“ in Joh in heftigen Kontroversen mit Jesus auf. Hier ist mit „den Juden“ jeweils jene Gruppe von Juden gemeint, welche Jesus widersprachen (also nicht das gesamte Volk, und sicher nicht Jesu Jünger). Bei einem Streitgespräch sagte Jesus zu seinen Gegnern: „Ihr habt den Teufel zum Vater, und ihr wollt das tun, wonach es euren Vater verlangt.“ (Joh 8,44 ). Diese Aussage Jesu bezieht sich nicht auf die körperliche Abstammung; diese wurde bereits zuvor geklärt: Sie sind „Nachkommen Abrahams“ (Joh 8,37 ). Wenn es zutraf, dass Jesus von Gott kam, dann lassen sich seine Gegner nicht von Gott beeinflussen, sondern von der falschen Seite.
Solche harten Aussagen im Mund Jesu werden oft als „judenfeindlich“ eingestuft. Peter Schäfer ist der Ansicht, dass Joh insgesamt eine antisemitische Grundeinstellung hat. Er gibt einem Kapitel folgende Überschrift: „Das Johannesevangelium: Die Juden als Söhne der Finsternis“. Damit wäre auch Jesus selbst ein Sohn der Finsternis, was sicher nicht die Aussage von Joh ist. Von der Finsternis spricht Joh bereits im Prolog: „das Licht scheint in der Finsternis, und die Finsternis hat’s nicht ergriffen.“ (Joh 1,5 ) Schäfer meint, dass „die Juden“ die Repräsentanten dieser Finsternis seien:
„Jesus … bringt Leben und Licht. … Das Licht muss sich in der Finsternis behaupten, die es nicht akzeptiert, sondern bekämpft. Wer diese ‚Finsternis‘ vertritt, ... klingt ganz unmissverständlich an, dass es niemand anderes ist als die Juden.“
Im Hinblick auf das Thema „Antijudaismus“ ist wichtig, wie der Autor von Joh seine Aussagen gemeint hat, aber auch, wie sie von Lesern verstanden wurden. In den weiteren Jahrhunderten wurde Joh als Teil des Neuen Testaments gelesen, und dort kommt zum Ausdruck, dass die Menschen ohne Jesus in der Finsternis leben. Das gelte nicht nur für Juden, sondern ebenso für Heiden. Paulus schrieb an die Epheser (laut Eph 2,11 waren sie zuvor Heiden): „einst wart ihr Finsternis, jetzt aber seid ihr Licht im Herrn“ (Eph 5,8 ). „Finsternis“ wird im NT nicht speziell mit Juden in Verbindung gebracht, sondern mit der Menschheit insgesamt.

### Apostelgeschichte
Einige NT-Texte weisen, wörtlich genommen, dem Volk Israel eine Kollektivschuld am Tod Jesu zu. Die Adressaten solcher Schuldzuweisungen sind das Synedrium (Apg 4,10 ; 5,30 ; 7,52 ) und Jerusalems Einwohner (Apg 2,23 , 2,36 , 3,13–15 , 13,27–29 ), die zugleich als Zeugen des Unrechts beansprucht werden (Apg 2,36 ; 4,10 ).
Solche Aussagen könnten der innerjüdischen Tradition des Prophetenmords entsprechen. Diese war im Tanach als Bußpredigt von Juden an andere Juden bereits seit Jahrhunderten bekannt (z. B. 1 Kön 19,10 ; Jer 2,30 ; Neh 9,26 ; Esra 9,11 ).

### Offenbarung des Johannes: „Synagoge des Satans“
Manchmal wird der Hinweis auf die „Synagoge des Satans“ („die sagen, sie seien Juden; sie sind es aber nicht“, Offb 2,9  und Offb 3,9 ) in der Johannes-Offenbarung auf eine jüdische Synagoge bezogen: „Die Juden haben demnach Satan zum Vater“. Aber „Synagoge“ war ursprünglich der allgemein gebräuchliche griechische Ausdruck für eine gemeinschaftliche Versammlung, noch nicht wie dann im Mittelalter Symbol für das Judentum insgesamt. Der Kommentar Das NT jüdisch erklärt bezieht die genannten vorgeblichen Juden auf Heiden, die mit dem Judentum sympathisierten (solche werden im NT als „Gottesfürchtige“ bezeichnet, wie z. B. Kornelius, siehe Apg 10,2 ). Solche konnten sich, da sie einen Teil des jüdischen Gesetzes befolgten, quasi als Juden präsentieren. Sie waren mittlerweile an Jesus gläubig geworden; aus nicht genannten Gründen (bestimmte Lehren?) meinte Johannes, vor dieser Gruppe warnen zu müssen. Nach dieser Deutung würde es sich nicht um Juden handeln, weder um eine lokale Gruppe noch um die Gesamtheit der Juden.

## Überblick über die Wirkungsgeschichte
In Verbindung mit dem Ersten Kreuzzug ab 1096 gab es in Europa Gewaltexzesse gegen Juden, „wie sie bis dahin unbekannt und undenkbar waren“. „Daraus ergibt sich indirekt auch, dass es etwa ein Jahrtausend (!) lang derartige Gewaltexzesse gegen Juden nicht gab.“ Im christianisierten Europa wurden Juden bis etwa 1100 n. Chr. zwar oft eingeschränkt, konnten aber relativ friedlich leben. Das spricht eher gegen die Vorstellung, dass sich aus der Lektüre der NT–Schriften eine Gefahr für Juden ergab.
Die Substitutionstheologie behauptete, dass die Juden als Volk Gottes nach dem Wirken Jesu durch die Christenheit ersetzt wurde. Inwieweit ein christlicher Antijudaismus den neuzeitlichen Antisemitismus vorbereitete, wird intensiv diskutiert.

## Forschung seit 1945
Die neutestamentliche Exegese achtete in den letzten Jahrzehnten beim Auslegens von Aussagen, die als judenfeindlich gedeutet werden können, verstärkt auf mögliche Auswirkungen.

### Der interreligiöse Dialog
Das eingeleitete Umdenken hat dazu beigetragen, die Voraussetzungen für die Erneuerung des Dialogs zwischen Christen und Juden zu schaffen. Im katholischen Bereich setzte sich nach dem Zweiten Weltkrieg der französische Historiker Jules Isaac für einen christlich–jüdischen Dialog ein. In seinem Buch Jésus et Israël analysierte Isaac die Evangelien–Texte.
Im Bereich der Evangelischen Kirche in Deutschland intensivierte sich dieser Dialog seit den Kirchentagen der 1960er Jahre: Während christliche Historiker und Theologen die neutestamentliche Verkündigung stärker aus dem Alten – heute auch genannt: Ersten – Testament erklärten, setzte auch auf jüdischer Seite eine „Heimholung“ des Rabbis (Tora-Lehrers) Jesus von Nazaret ins Judentum ein.
Auf katholischer Seite begründete das Zweite Vatikanische Konzil durch eine Erklärung über die nichtchristlichen Religionen (Nostra aetate) 1965 eine neue Hinwendung zu Israel und eine Auseinandersetzung mit dem christlichen Schuldanteil am Holocaust. Auf evangelischer Seite setzte der Rheinische Synodalbeschluss von 1980 einen Meilenstein für die Revision kirchlicher Lehraussagen. Diesen Prozess haben inzwischen eine Reihe von evangelischen Landeskirchen in Deutschland sowie die Evangelische Kirche in Deutschland nachvollzogen. Die Auswirkungen dieser theologischen Sichtweise auf sämtliche kirchliche Aufgabenbereiche wie auch den staatlichen Religionsunterricht und den allgemeinen Religionsdialog sind noch nicht absehbar.

### Vorzugsstellung Israels kontra Gleichstellung
Die Kernaussage der Beschlüsse in der Evangelischen Kirche ist das Bekenntnis zum „ungekündigten Bund“: Israel sei und bleibe das erwählte Volk Gottes, das als solches die Wurzel der Kirche sei. Nur auf diesem Grund sei die Botschaft von Jesus Christus Gnade für alle Völker. Daher sei Judenmission abzulehnen.
Aus der Betonung des weiterhin bestehenden Bundes mit dem ganzen Volk Israel ergibt sich eine Vorzugsstellung für dieses eine Volk. Im Hinblick auf die alttestamentliche Geschichte dieses Bundes differenziert Joachim Krause in seiner Habilitationsschrift Die Bedingungen des Bundes. Krause meint, dass jeder Bund im AT an Bedingungen hängt, dass es also keinen bedingungslosen Bund gibt. Dabei unterscheidet Krause: Das ganze Volk kam in den Bund hinein, aber für das Bleiben im Bund gab es Bedingungen. Beim Deuteronomisten wird allgemein angenommen, dass Gottes Bund mit Israel an Bedingungen geknüpft ist. Krause meint, dass für die Priesterschrift das Gleiche gilt.
Neben jener Ansicht, dass Israel weiterhin eine Vorzugsstellung habe, gibt es die Alternative einer Gleichstellung aller Völker. Demnach gelte es für Juden ebenso wie für Nichtjuden, dass sie auf Jesus als den von Gott geschickten Retter vertrauen sollen.

### Der anthropologische Ansatz von René Girard
Der katholische Literaturwissenschaftler und Anthropologe René Girard befasste sich mit vernachlässigten Aspekten der Bibel: Er thematisiert die Figur des Satans, und er betrachtet den kollektiven und einträchtigen Mord. Dabei möchte er das anthropologische Objekt der biblischen Texte erfassen.
Girard sieht den Sündenbockmechanismus als Leitfaden hinter den Schuldzuweisungen im NT und schließt: „Die Evangelien sind nicht judenfeindlich“. Im Opfer Jesu liegt die universelle Tragweite aller biblischen Mordanschuldigung.